# Crésantignes
Crésantignes település Franciaországban, Aube megyében. Lakosainak száma 310 fő (2022. január 1.). Crésantignes Fays-la-Chapelle, Javernant, Jeugny, Machy és Saint-Phal községekkel határos.

## Népesség
A település népessége az elmúlt években az alábbi módon változott:
| Lakosok száma | 208  | 256  | 277  | 276  | 311  | 312  | 312  | 316  | 317  | 310  |
|               | 1968 | 1982 | 1990 | 2006 | 2013 | 2015 | 2017 | 2019 | 2020 | 2022 |